# Лъв Аргир (X век)
Лъв Аргир (на гръцки: Λέων Ἀργυρός) е византийски аристократ и генерал, активен през първите десетилетия на X век.

## Живот
Лъв е най-големият син на магистър Евстатий Аргир, друнгарий на виглата при Лъв VI Мъдри (управлявал 886 – 912), и е кръстен на дядо си Лъв - първият известен Аргир, който бил турмарх при император Михаил III.
Около 910 г. Лъв и брат му Пот Аргир са на служба в двора като манглавити (лични телохранители на императора), когато баща им е отровен, след като е заподозрян от Лъв VI в заговор срещу него. Двамата братя ексхумирали тялото на баща си, първоначално погребан в Спинин, и го пренесли в Харсианон, където го препопогребали в родовия манастир „Света Елисавета“.
Пот и Лъв преследват военна кариера. Според Константин VII Багренородни, още през 911 г. Лъв, въпреки младостта си, става военен управител (стратег) на темата Севастия с ранг на протоспатарий.
Братята Аргири играят важна роля по време на регентството на императрица Зоя Карбонопсина (913 – 919). Лъв и един по-малък брат, Роман, участват в кампанията срещу България, която завършва с катастрофалната битка при Ахелой на 20 август 917 г. 
При Роман I Лекапин (управлявал 920 – 944 г.) Лъв достига най-високите длъжности и придобива ранг на патрикий и в крайна сметка и на магистър.  През април 922 г. той командва заедно с брат си Пот, който по това време е доместик на схолите, ректора Йоан и друнгария на императорския флот Алексий Мозеле армията, която се изправя срещу български набег под командването на кавхан Миник, който достигнал до покрайнините на Константинопол. Последвалата битка при Пиги е тежко поражение за византийците, но двамата Аргири успяват да избягат на безопасно място в близката крепост. В някакъв момент Лъв също служи като доместик на схолите, но не е ясно кога: Жан-Франсоа Вание предлага периода между битката при Пиги и юни 922 г., когато Йоан Куркуа заема този пост; Родолф Гийон също предлага кратък период, някъде преди 922 г. или може би след падането на Роман Лекапин през 944 г.; от друга страна, възможно е също византийските историци да са объркали Лъв с брат му Пот.
Лъв Аргир има двама сина, Мариан Аргир и Роман Аргир. И двамата са твърди поддръжници на Роман Лекапин и се радват на висши придворни титли; Роман Аргир дори се жени за дъщерята на императора Агата.  Чрез Роман Лъв Аргир вероятно се пада прадядо на император Роман III Аргир (управлявал 1028 – 1034).